# Hipertensió secundària
La hipertensió secundària (o, menys freqüentment, hipertensió no essencial o hipertensió arterial secundària) és un tipus d'hipertensió arterial que per definició és causada per una causa primària subjacent identificable. És molt menys freqüent que l'altre tipus, anomenada hipertensió essencial, afectant a no més el 5% dels pacients hipertensos. Té moltes causes diferents, incloses malalties endocrines, malalties renals i tumors. També pot ser un efecte advers de medicaments.

## Causes habituals
- Apnea obstructiva del son
- Hipertensió renovascular
- Malaltia del parènquima renal:
  - Poliquistosi renal
  - Glomerulonefritis
  - Insuficiència renal crònica
- Trastorns endocrins:
  - Hiperaldosteronisme (síndrome de Conn)
  - Síndrome de Cushing: una secreció excessiva de glucocorticoides
  - Hipertiroïdisme
  - Hipotiroïdisme
- Medicaments: com els AINE i altres